# میزون سوکه
میزون سوکه (به فرانسوی: Maison Souquet) (تلفظ فرانسوی: [mɛ. zɔ̃ su. kɛ]) یک هتل پنج ستاره در خیابان بروکسل پاریس هست . میزون سوکه یک اثر تاریخی بود که توسط مجموعه Maisons Particulieres Collection در سال ۲۰۱۳ خریداری شد و پس از دوسال مقاوم‌سازی افتتاح شد .

## پیشینه
میزون سوکه تا قبل از خریداری شدن یک مکان آموزشی به نام مدرسه پائولین (به فرانسوی: l'École Paulin) برای دختران اشرافی بود . مادام سوکه در سال ۱۹۰۵ آن را خریداری و آن‌را تبدیل به روسپی‌خانه کرد. روسپی‌خانه میزون سوکه یک روسپی‌خانه منحصر به فرد بود چون مشتریان این روسپی‌خانه عموماً از طبقه اشراف فرانسه بودند. روسپی‌خانه دارای سالن‌هایی برای آشنایی بود که توسط ژاک گارسیا طراحی شده بود .

### سالن‌های میزون سوکه
- سالن هزار و یک شب (به فرانسوی: Le Salon des Mille et Une Nuits) که توسط اشراف بلژیکی با الگوگیری از کاخ‌های سلطنتی اسپانیا ساخته شد.[۳] امروزه سالن هزار یک شب حراجی یکی از فروشندگان عتیقه بلژیکی شده است.[۴] روسپی لمیده در سالن خوشبختی‌های کوچک میزون سوکه

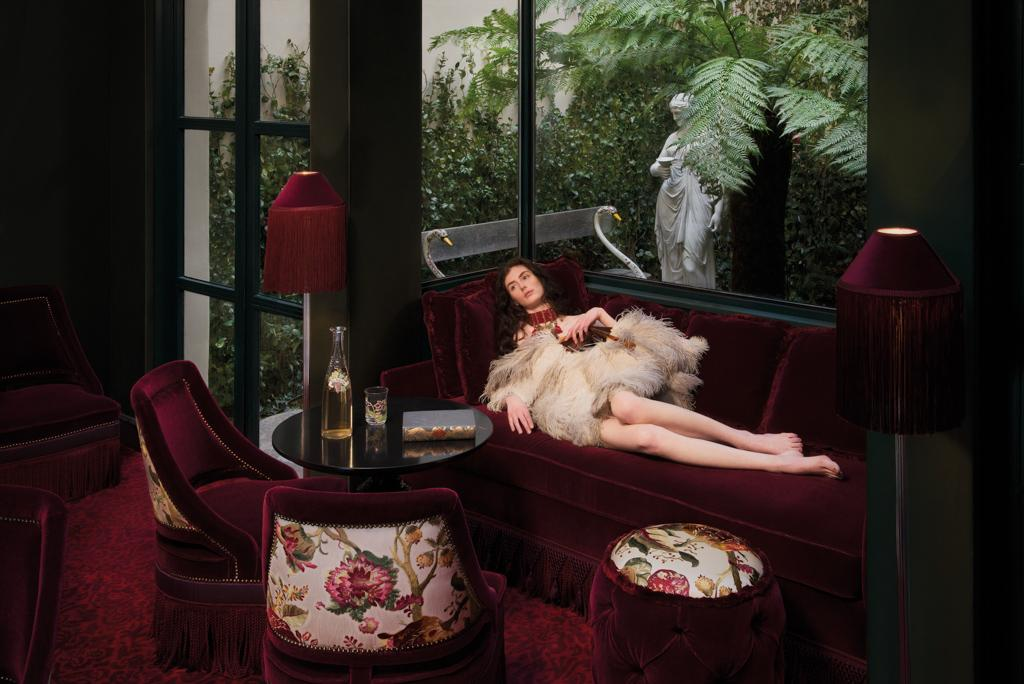
روسپی لمیده در سالن خوشبختی‌های کوچک میزون سوکه

- سالن خوشبختی‌های کوچک (به فرانسوی: Le Salon des Petits Bonheurs) در این سالن مشتریان با لاس زدن با روسپیان آن‌ها را برای سکس نشان می‌کردند و پس از انتخاب کلید اتاق را برای سکس دریافت می‌کردند.[۵]
- سالن باغ زمستان (به فرانسوی: Le Jardin d'Hiver) ، سالنی بود که مردان می‌توانستند در مصرف مشروبات الکلی افراط کنند . سالن آب در میزون سوکه

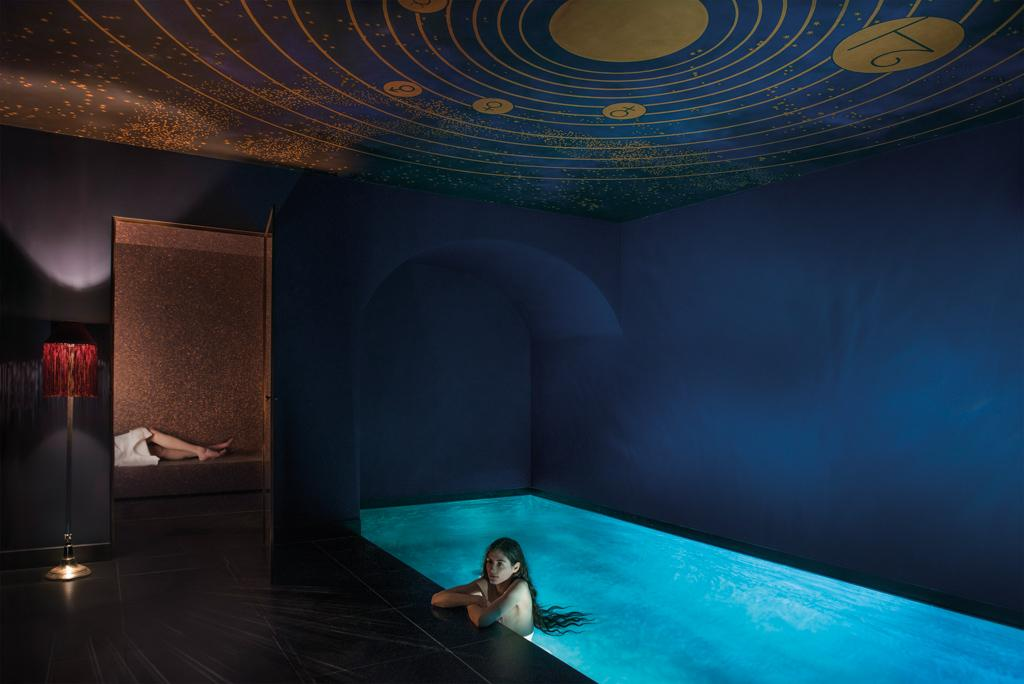
سالن آب در میزون سوکه

- سالن آب (به فرانسوی: Le Salon d'Eau) ، که برای آب‌تنی مشتریان استفاده می‌شد . در این سالن یک استخر ۹ متری یک حمام و یک اتاق ماساژ وجود داشت . نقاشی سقف سالن استخر را از استخرهای معمولی متفاوت کرده است.[۶]

### اتاق
میزون سوکه دارای ۲۰ اتاق بود که هر اتاق به نام یک روسپی درباری نام‌گذاری شده بود .  طراحی اتاق‌ها تلفیقی از معماری فرانسه و کشورهای شرق آسیا بود.

## جوایز
- لوکس ترین هتل فرانسه (جایزه مؤسسه تراولر چویس ۲۰۱۷)[۸]
- ۲۵ هتل لوکس جهان (جایزه مؤسسه تراولر چویس ۲۰۱۷ )[۹]
- ۲۵ هتل عشق جهان (جایزه مؤسسه تراولر چویس ۲۰۱۷)[۱۰]
- ۵ هتل برتر فرانسه (مؤسسه کونده ناست تراولر)[۱۱]